# آنتونلا دلا پورتا
آنتونلا دلا پورتا (ایتالیایی: Antonella Della Porta؛ ۱۸ اوت ۱۹۲۷ – ۱۶ ژوئیه ۲۰۰۲) بازیگر اهل ایتالیا بود.
از فیلم‌ها یا برنامه‌های تلویزیونی که وی در آن نقش داشته‌است، می‌توان به دو زن، تعطیلات آخر هفته، به سبک ایتالیایی و ارواح رم اشاره کرد.